# Semanario Atlántico
Semanario Atlántico es un diario digital de noticias y opinión política de derecha editado en España y Estados Unidos y dirigido por Alberto Acereda. Está catalogado por la Biblioteca del Congreso, Washington D. C., Estados Unidos, con el ISSN 1948-6480. Alexa lo sitúa dentro de las 65.000 páginas con mayor tráfico en español. Sus editores anunciaron en diciembre de 2009 unas métricas obtenidas con Awstats más de 750.000 accesos, casi 500.000 páginas vistas y 30.521 usuarios únicos.
Semanario Atlántico comienza su andadura el 11 de septiembre de 2009 como una revista política, digital y bilingüe de actualización semanal. Actualmente, se presenta como una publicación en español que ofrece diariamente noticias y opiniones, con especial interés por la política estadounidense y española.

## Línea editorial
La línea editorial es amplia, siempre encuadrada dentro del liberalismo y el conservadurismo. Eso no impide que algunos de sus colaboradores defiendan idearios muy distintos entre sí que incluyen lo neoconservador, cristiano, anarcocapitalista e, incluso, de la nueva derecha. Muchos colaboradores son destacados miembros o dirigentes de instituciones como Cato Institute, Fundación FAES, Fundación Burke, Fundación por la Defensa de las Democracias, DENAES, Goldwater Institute, Grupo de Estudios Estratégicos, Heritage Foundation o Instituto Juan de Mariana. Otros tantos lo hacen habitualmente en medios de comunicación españoles y norteamericanos como COPE, esRadio, FOX, Intereconomía TV, La Nación (España), Libertad Digital, Libertad Digital TV, Radio Intercontinental, Radio Intereconomía, Revista Diplomacia, Revista Época, The Americano, The American Thinker, Semanario Alba, etc. 
Entre otros, destacan: Fernando Alonso Barahona, Alberto Benegas Lynch, Inger Enkvist, Hans-Hermann Hoppe, James Nava, Manuel Ballagas, Manuel Pastor, Newt Gingrich, Óscar Elía, Eva Miquel Subías, María Blanco, Ricardo V. Lago, Jorge Soley, Santiago Velo de Antelo, etc.
En ocasiones, la publicación publica artículos y comentarios escritos por dirigentes e ideólogos de formaciones políticas liberal-conservadoras, especialmente, del Partido Popular. En este sentido, una gran mayoría de sus colaboradores critican la actual trayectoria seguida por la actual dirección popular, presidida por Mariano Rajoy. Semanario Atlántico también reproduce noticias y opiniones sobre el partido conservador y católico Alternativa Española.
Asimismo, abundan los artículos, comentarios y noticias sobre la actualidad política estadounidense. La mayor parte de sus articulistas critican diferentes medidas políticas y económicas propuestas por la administración de Barack Obama, con especial énfasis en su proyecto de reforma sanitaria, la concesión de subvenciones públicas a instituciones financieras privadas y su política geoestratégica. Con asiduidad, se reproducen artículos escritos por Newt Gingrich. Semanario Atlántico también presta una gran interés a la actividad política de Sarah Palin en particular y del Partido Republicano en general. 
Muchos de los artículos publicados por Semanario Atlántico son reproducidos habitualmente por otros medios digitales, sobre todo Libertad Digital.